# Isotta Fraschini Tipo 8
Isotta Fraschini Tipo 8 är en personbil, tillverkad av den italienska biltillverkaren Isotta Fraschini mellan 1919 och 1934.

## Isotta Fraschini Tipo 8
När Isotta Fraschini presenterade Tipo 8 efter första världskriget var det den första serieproducerade bilen med åttacylindrig radmotor. Den gjorde succé på lyxbilsmarknaden och snart introducerade konkurrenterna egna raka åttor.
Isotta Fraschinis motor på nära sex liter hade stötstångsmanövrerade toppventiler och en niolagrad vevaxel. Chassit hade stela axlar och halvelliptiska bladfjädrar runt om. Man var även tidigt ute med fyrhjulsbromsar. Isotta Fraschini levererade ett körklart chassi, sen fick kunden köpa till karossen från valfri karossmakare.
Bilen blev populär bland dåtidens kändisar i USA under det glada 1920-talet med kunder som Rudolph Valentino, Clara Bow och Jack Dempsey. I Billy Wilders filmklassiker Sunset Boulevard har Gloria Swansons rollfigur ’Norma Desmond’ kvar sin Isotta Fraschini med Castagna-kaross.
1924 kom Tipo 8A med större motor på 7,4 liter. Den fanns även med kortare hjulbas som Tipo 8AS och sportversionen Tipo 8ASS med trimmad motor. Alla 8A-modeller uppgavs kunna göra 150 km/h.
Den sista versionen, Tipo 8B kom 1931 med ytterligare starkare motor men efterfrågan på lyxbilar hade minskat rejält under den stora depressionen. Dessutom hade Tipo 8, utöver allt starkare motorer, inte utvecklats i takt med konkurrenterna under hela produktionstiden. 1934 upphörde biltillverkningen och Isotta Fraschini koncentrerade sig på sina flygmotorer.

## Motor

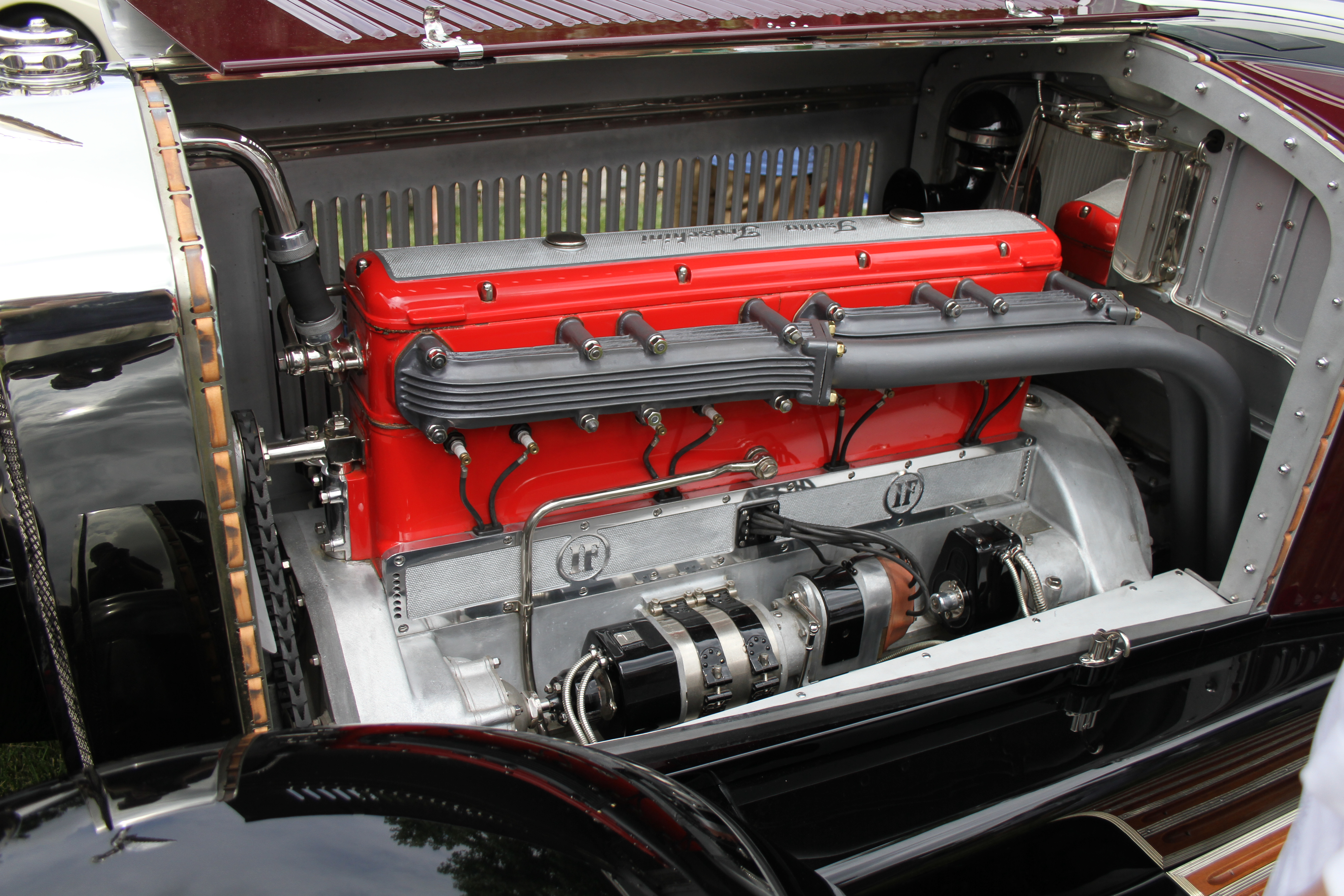
Isotta Fraschinis raka åtta.

| Modell    | Motor              | Cylindervolym | Effekt   | Bränslesystem    |
| --------- | ------------------ | ------------- | -------- | ---------------- |
| Tipo 8    | 8-cyl radmotor ohv | 5902 cm³      | 80-90 hk | Dubbla förgasare |
| Tipo 8A   | 8-cyl radmotor ohv | 7370 cm³      | 115 hk   | Dubbla förgasare |
| Tipo 8ASS | 8-cyl radmotor ohv | 7370 cm³      | 160 hk   | Dubbla förgasare |
| Tipo 8B   | 8-cyl radmotor ohv | 7370 cm³      | 150 hk   | Dubbla förgasare |